# Выборы главы Чеченской Республики (2016)
Выборы Главы Чеченской Республики состоялись в Чечне 18 сентября 2016 года в единый день голосования, одновременно с выборами в Государственную думу РФ и досрочными выборами парламента республики. Прямые выборы губернатора прошли впервые с 2004 года (в 2007 и 2011 глава республики назначался президентом России через процедуру утверждения региональным парламентом).

## Предшествующие события
В июне 2000 года, на фоне продолжавшейся Второй чеченской войны, президент РФ Владимир Путин подписал указ о ликвидации представительства правительства в Чечне и образовании временной администрации. Тогда же в Чечне начался процесс передачи функций управления от полномочного представителя президента РФ в Северо-Кавказском округе генерала армии Виктора Казанцева к новой администрации Чечни, главой которой президент РФ Владимир Путин назначил главного муфтия Чечни Ахмата Кадырова.
В январе 2001 года, после указа президента РФ Владимира Путина «О системе органов исполнительной власти Чеченской Республики», временная администрация Чеченской Республики во главе с Ахмадом Кадыровым перестала быть «временной».
23 марта 2003 года была принята конституция республики, согласно которой Чечня является субъектом Российской Федерации, а в июле президент Путин назначил на 5 октября 2003 года проведение первых выборов президента Чеченской Республики. В абсолютно предсказуемых выборах, проводившихся в условиях «контртеррористической операции на Северном Кавказе», участвовало 7 кандидатов. По официальным итогам Ахмад Кадыров выиграл выборы в первом туре, набрав 80,84 % (403 490 голосов) при явке 87,5 %. Он был избран на 4 года.
9 мая 2004 года в результате теракта в Грозном Ахмат Кадыров был убит. После этого Государственный совет и правительство Чечни обратились к президенту России с просьбой устранить препятствия для регистрации Рамзана Кадырова в качестве кандидата на должность президента республики (согласно Конституции республики, пост президента может занять гражданин России, достигший возраста 30 лет, а Кадырову-младшему тогда было 28). Однако Путин менять законодательство не стал. Были назначены досрочные выборы, а Кадыров получил должность первого заместителя председателя правительства Чечни. На состоявшиеся 28 августа 2004 года выборах, в которых участвовало 7 кандидатов, победил имевший поддержку Кремля Алу Алханов — он набрал 73,48 % (371 675 голосов).
В ноябре 2005 года премьер-министр Чечни Сергей Абрамов попал в автоаварию, после чего обязанности премьера республики фактически исполнял Рамзан Кадыров.
В 2005 году выборы глав регионов по всей России были заменены на утверждение региональным заксобранием вносимой президентом кандидатуры.
4 марта 2006 года Рамзан Кадыров был официально назначен главой правительства Чечни.
15 февраля 2007 года Алу Алханов досрочно ушёл с должности президента Чеченской Республики. Врио президента стал 30-летний Рамзан Кадыров. В марте Владимир Путин назначил его президентом республики через процедуру утверждения региональным парламентом. Срок полномочий составлял 4 года.
В феврале 2011 года президент Дмитрий Медведев вновь назначил Рамзана Кадырова главой республики через процедуру утверждения региональным парламентом. Срок полномочий составлял 5 лет.
В 2012 году был принят закон, восстанавливающий прямые выборы глав регионов. В 2013 году в федеральное законодательство были внесены изменения, согласно которым региональным парламентам было дано право самостоятельно определять форму проведения выборов — сохранить избрание главы региона гражданами с помощью прямых выборов или заменить на избрание депутатами. Парламент Чечни не стал отказываться от прямых выборов, поскольку, как заявил его спикер, «глава республики Рамзан Кадыров выступает за прямые всенародные выборы».
22 января 2016 года в Грозном прошел митинг в поддержку Рамзана Кадырова. Организатором выступил Совет профсоюзов Чеченской Республики. По оценке МВД республики, в митинге приняло участие миллион человек.
В марте 2016 года полномочия Кадырова истекли, но президент Владимир Путин вновь назначил его врио главы региона.

## Ключевые даты
- 10 июня был опубликован расчёт числа подписей, необходимых для регистрации кандидата[12].
- 14 июня 2016 года Парламент Чеченской Республики официально назначил выборы на 18 сентября 2016 года (единый день голосования)[13].
  - с 20 июня по 10 июля — период выдвижения кандидатов[13].
  - агитационный период начинается со дня выдвижения кандидата и прекращается за одни сутки до дня голосования[13].
- до 3 августа — представление документов для регистрации кандидатов. К заявлениям должны прилагаться листы с подписями муниципальных депутатов[13].
- 17 сентября — день тишины.
- 18 сентября — день голосования.

## Выдвижение и регистрации кандидатов
Главой республики может быть избран гражданин Российской Федерации, достигший возраста 30 лет.
Кандидаты могут быть выдвинуты избирательными объединениями (политическими партиями или их региональными отделениями).
Каждый кандидат при регистрации должен представить список из трёх человек, один из которых, в случае избрания кандидата, станет сенатором в Совете Федерации от правительства региона.

### Муниципальный фильтр
1 июня 2012 года вступил в силу закон, вернувший прямые выборы глав субъектов Российской Федерации. Однако был введён так называемый муниципальный фильтр. Всем кандидатам на должность главы субъекта РФ (как выдвигаемых партиями, так и самовыдвиженцам), согласно закону, требуется собрать в свою поддержку от 5 % до 10 % подписей от общего числа муниципальных депутатов и избранных на выборах глав муниципальных образований, в числе которых должно быть от 5 до 10 депутатов представительных органов муниципальных районов и городских округов и избранных на выборах глав муниципальных районов и городских округов. Муниципальным депутатам представлено право поддержать только одного кандидата.
В Чеченской Республике кандидаты должны собрать подписи 7 % муниципальных депутатов и глав муниципальных образований. Среди них должны быть подписи депутатов районных и городских советов и (или) глав районов и городских округов в количестве 7 % от их общего числа. При этом подписи нужно получить не менее чем в трёх четвертях муниципальных районов и городских округов. По расчёту избиркома, каждый кандидат должен собрать от 184 до 193 подписей депутатов всех уровней и глав муниципальных образований, из которых от 22 до 24 — депутатов райсоветов и советов городских округов и глав районов и городских округов не менее чем 13 районов и городских округов республики.

## Кандидаты
| Кандидат           | Должность (на момент выдвижения)                                                                                         | Партия              | Статус          | Кандидаты в Совет Федерации |
| ------------------ | --- | ------------------- | --------------- | --- |
| Гаирсолт Батаев    | председатель Общественной палаты Чеченской Республики                                                                    | КПРФ                | зарегистрирован | М. А. Дадуев, координатор чеченского исполкома движения «Народный фронт „За Россию“» С. Х. Уциева, директор ГУП «Аргунский комбинат стройматериалов и стройиндустрии» Р. С. Ахиядов, зам. руководителя Аппарата Общественной палаты ЧР                 |
| Султан Денильханов | проректор духовного образовательного учреждения высшего образования «Российский исламский университет имени Кунта-Хаджи» | Справедливая Россия | зарегистрирован | Ф. С. Ипаева, начальник отдела Министерства экономического, территориального развития и торговли Чеченской Республики И. Р. Базаев, специалист Министерства труда, занятости и социального развития ЧР И. Ш. Гайрбеков, безработный                    |
| Рамзан Кадыров     | врио главы Чеченской Республики с 25 марта 2016                                                                          | Единая Россия       | зарегистрирован | С. С. Геремеев, член Совета Федерации И. Х. Шаувхалов, консультант в Постоянном представительстве ЧР при Президенте РФ А. А. Салаватов, безработный |
| Идрис Усманов      | Уполномоченный по защите прав предпринимателей в Чеченской Республике                                                    | Партия роста        | зарегистрирован | А. С. Джамуханов, зам. председателя комитета по малому бизнесу и предпринимательству правительства ЧР, Д. А. Кутуев, зам. руководителя аппарата уполномоченного по защите прав предпринимателей в ЧР А. И. Абубакарова, индивидуальный предприниматель |

## Итоги выборов
В выборах в приняли участие 640 175 человек, таким образом явка избирателей составила 94,8 %.
| Явка избирателей                                      | Явка избирателей                                      | Явка избирателей | Явка избирателей |
| ----------------------------------------------------- | ----------------------------------------------------- | ---------------- | ---------------- |
| Число избирателей, включённых в список избирателей    | Число избирателей, включённых в список избирателей    | 675 279          | 100 %            |
| Из них приняли участие в выборах (выдано бюллетеней)  | Из них приняли участие в выборах (выдано бюллетеней)  | 640 175          | 94,80 %          |
| Из принявших участие в выборах проголосовали досрочно | Из принявших участие в выборах проголосовали досрочно | 0                | 0 %              |
| Процент испорченных бюллетеней                        |                                                       |                  |                  |
| Приняли участие в голосовании (возвращено бюллетеней) | Приняли участие в голосовании (возвращено бюллетеней) | 640 175          | 100 %            |
| Из них действительных бюллетеней                      | Из них действительных бюллетеней                      | 639 792          | 99,94 %          |
| Из них недействительных бюллетеней                    | Из них недействительных бюллетеней                    | 383              | 0,06 %           |
| Распределение голосов:                                |                                                       |                  |                  |
| 1.                                                    | Рамзан Кадыров                                        | 626 980          | 97,94 %          |
| 2.                                                    | Идрис Усманов                                         | 5367             | 0,84 %           |
| 3.                                                    | Гаирсолт Батаев                                       | 4042             | 0,63 %           |
| 4.                                                    | Султан Денильханов                                    | 3403             | 0,53 %           |
| Число действительных (учтённых) бюллетеней            | Число действительных (учтённых) бюллетеней            | 639 792          | 100 %            |